# آفاناسوو (شهرستان کوروچانسکی، استان بلگورود)
آفاناسوو (انگلیسی: Afanasovo, Korochansky District, Belgorod Oblast) یک شهرک در بخش کوروچانسکی استان بلگورود کشور روسیه است.